# Villettes
 Villettes  là một xã thuộc tỉnh Eure trong vùng Normandie miền bắc nước Pháp.